# Willers-Bau

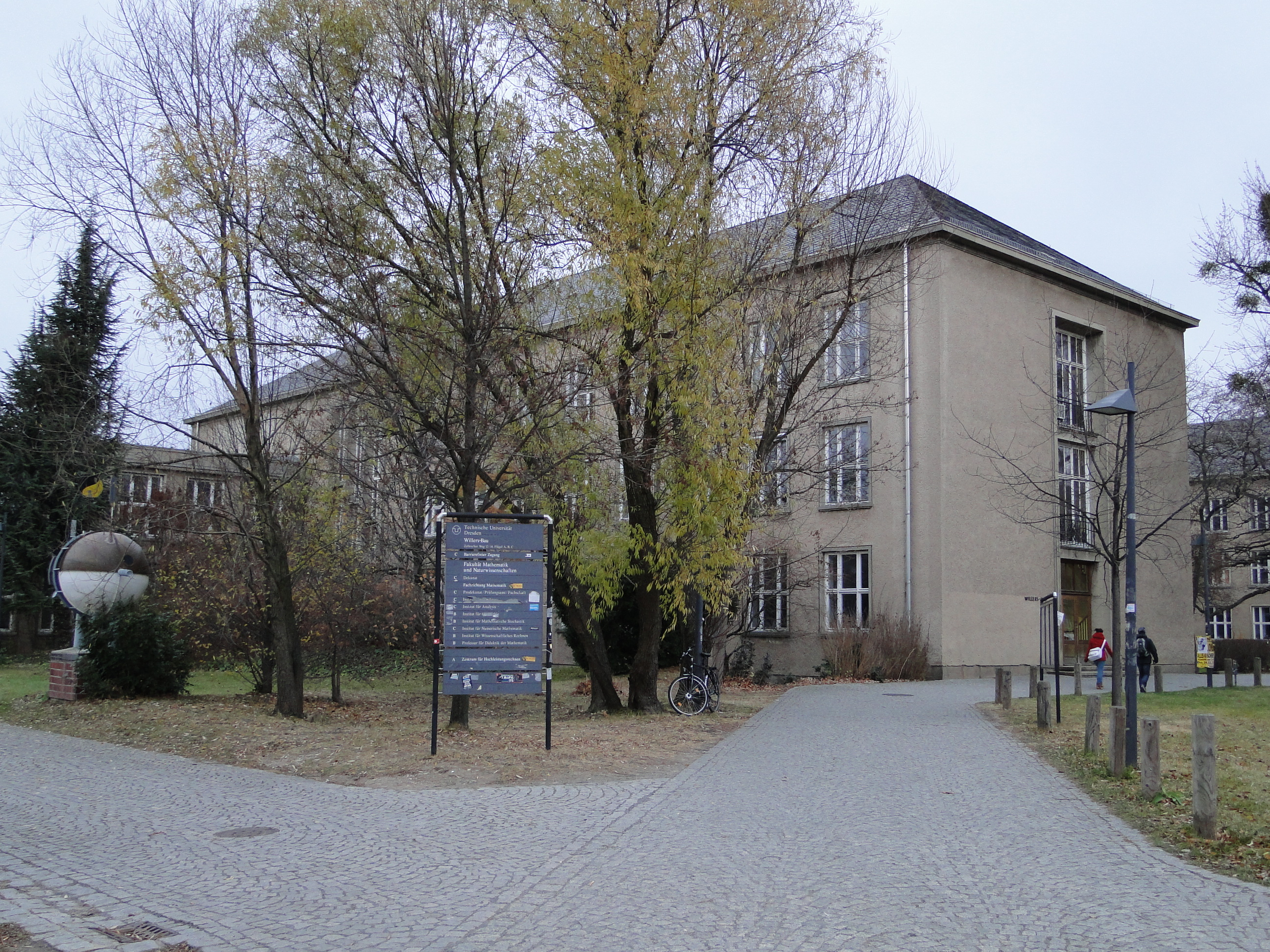
Willers-Bau der TU Dresden, ein Hauptbau

Der Willers-Bau ist ein Gebäude der Technischen Universität Dresden auf dem Zelleschen Weg 12–14. Er wurde als Gebäude der Mathematischen Institute errichtet und steht unter Denkmalschutz.

## Geschichte

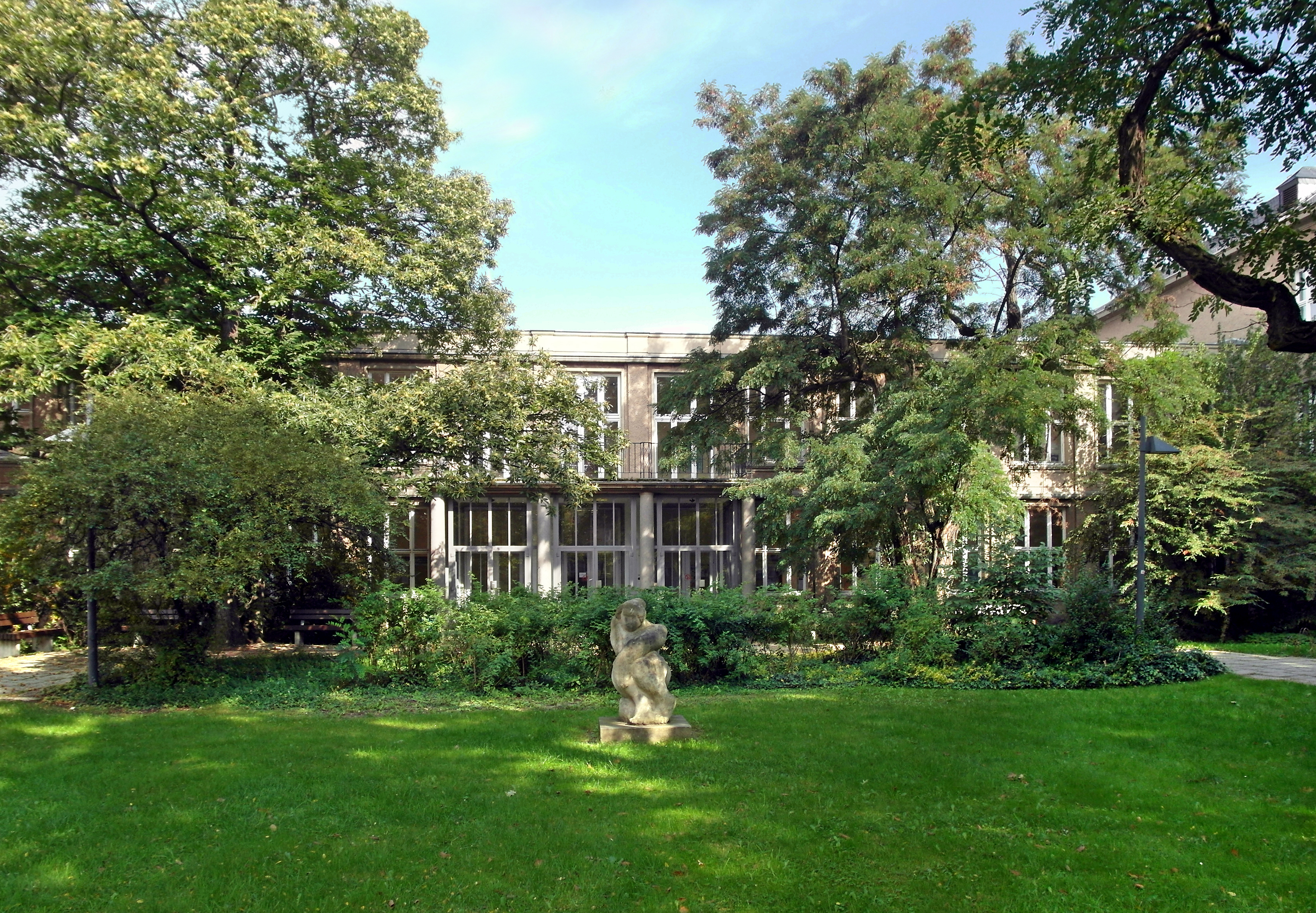
Willers-Bau, Hof Flügel B-C

Nach Ende des Zweiten Weltkriegs waren weite Teile des Hochschulcampus zerstört worden. Der Wiederaufbau beschädigter Lehrgebäude wurde 1949 weitgehend abgeschlossen. Im Folgejahr wurde durch Richard Konwiarz ein Raumentwicklungsplan der Hochschule vorgestellt, der auch die Bebauung des bis dahin brachliegenden Gebiets rund um den Zelleschen Weg umfasste. Dieser Vorentwurf wurde durch Walter Henn, Karl Wilhelm Ochs, Heinrich Rettig und Georg Funk spezifiziert. Da die finanziellen Mittel der Hochschule begrenzt waren, wurde die Umsetzung der geplanten Gebäude in Etappen vorgenommen. Die jeweils fertiggestellten Gebäudekomplexe sollten dabei unabhängig von noch zu bauenden Abschnitten nutzbar sein.
Als erster Bau des Gesamtkomplexes entstand von 1950 (Grundsteinlegung) bis 1953 der Trefftz-Bau, in dem sich der große Physik- und Mathematikhörsaal befinden. Für den Willers-Bau lagen 1953 baureife Unterlagen vor. Die Komplexbebauung Zellescher Weg sah insgesamt drei Bauabschnitte vor, wurde jedoch nur teilweise realisiert.
In Bauabschnitt I entstand vermutlich ab 1954 das Gebäude der Mathematischen Institute (Willers-Bau). Es wurde von Walter Henn in Zusammenarbeit mit Helmut Fischer und Hans Siegert entworfen und sah eine „kammartige Bebauung“ des Geländes vor. Dabei schlossen sich die Gebäude der Mathematischen und Physikalischen Institute jeweils rechtwinklig an den Trefftz-Bau an. Die Bauausführung stand unter der Leitung von Georg Funk. Bis 1957 konnten die Gebäude der Mathematischen und Physikalischen Institute fertiggestellt werden. Geplante weitere Bauten, die den Gebäudekomplex bis an die Bergstraße herangeführt hätten, wurden nicht realisiert. Erst 1978 wurde die Lücke zwischen Willers-Bau und Bergstraße durch die Neue Mensa Dresden geschlossen.
Das Gebäude der Mathematischen Institute erhielt 1961 in Würdigung des Mathematikers Friedrich Adolf Willers den Namen Willers-Bau. Es dient in der Gegenwart der Fachrichtung Mathematik als Gebäude und ist Sitz des übergeordneten Bereichs Mathematik und Naturwissenschaften. Zu den Kunstwerken im Gebäude zählt das Sgraffito Leibniz bei der Vorführung seiner ersten Rechenmaschine in der Royal Society London von Eva Schulze-Knabe, das um 1955 entstand.

## Architektur

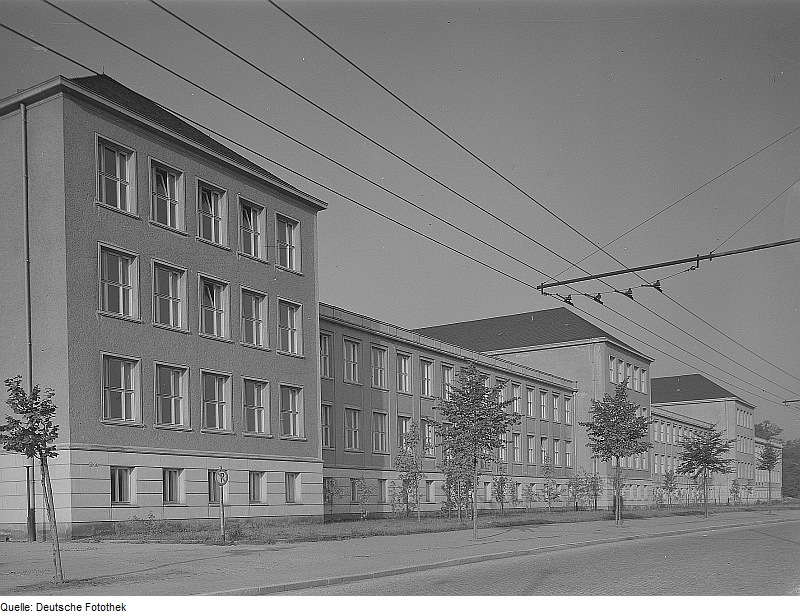
Willers-Bau, nördliche Straßenfront mit akzentuiertem Sockel

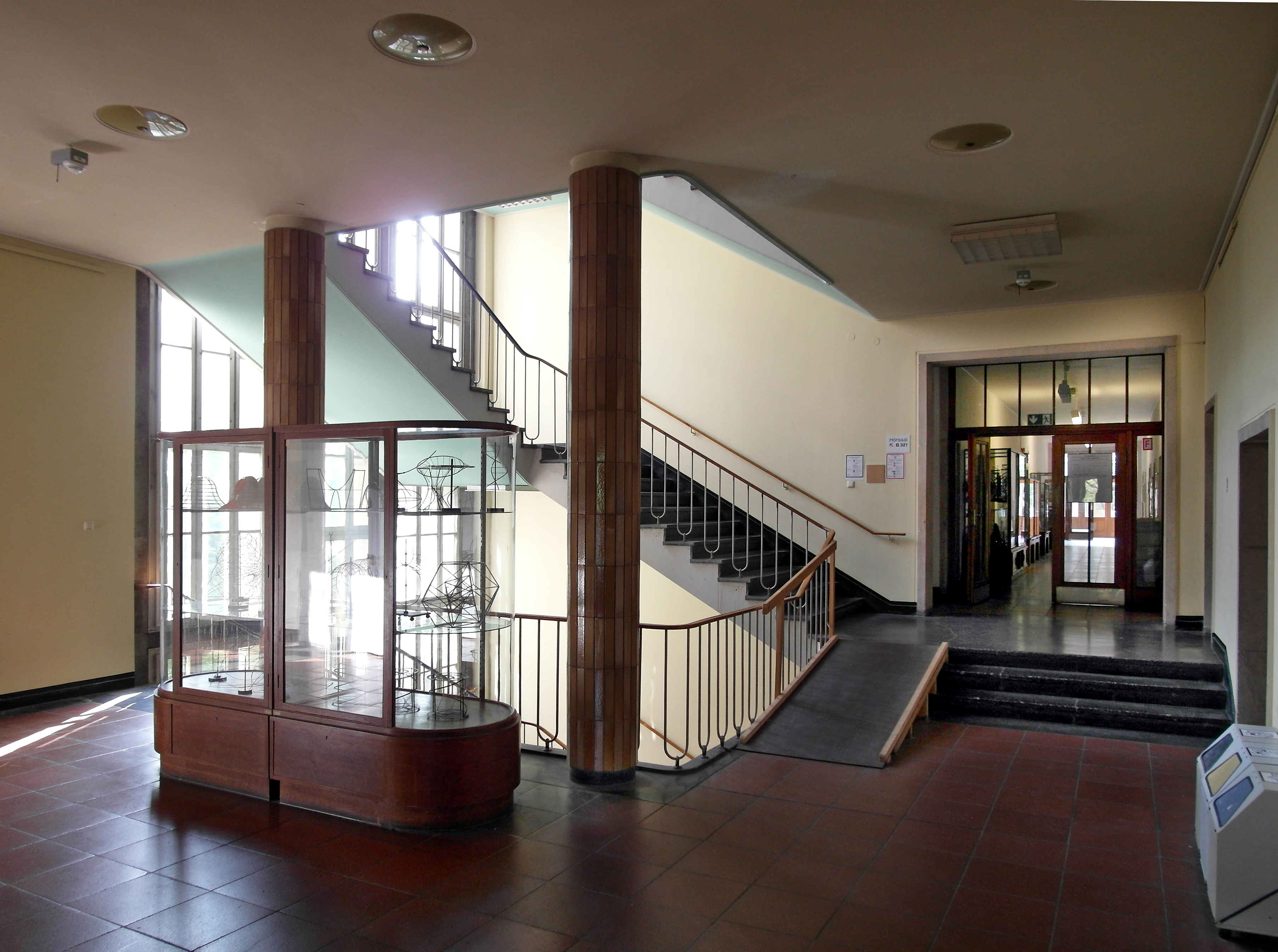
Willers-Bau, Treppe im B-Flügel

Das Gebäude verfügt über drei Hauptbauten, die im Norden von Zwischenbauten verbunden werden. Die Hauptbauten ragen dabei kammartig in einen begrünten Innenhof. Das Gebäude verfügt über zwei Obergeschosse. Im Inneren des Gebäudes wurden Groß- und Lehrraum sowie Arbeitsräume der Wissenschaftler voneinander getrennt, so befinden sich die Groß- und Lehrräume im nördlichen Verbinderbau, während sich die Arbeitsräume der Wissenschaftler in den Hauptbauten befinden. Der Zugang zum Gebäude erfolgt über den Innenhof (Hauptbauten und Verbinderbauten) bzw. östlich über das Sockelgeschoss. Der Eingang über die Zwischenbauten ist mit einem von Säulen gestützten Aufbau versehen.
Der Willers-Bau entstand in traditioneller Bauweise. Die Wände wurden mit Ziegeln gemauert und verputzt, während die Zwischendecken als trägerlose Hohlsteindecke („System Ackermann“) umgesetzt wurden. Entgegen der ursprünglichen Konzeption, nach der die Zwischenbauten vor den Hauptbauten gestalterisch zurücktreten und mit einer Glasfront versehen werden sollten, forderte das Ministerium für Aufbau eine stärkere Akzentuierung der Zwischenbauten. Diese wurde mit einer Ergänzung einer Attika auf den Zwischenbauten, der Betonung des Untergeschosses durch einen Sockel und einer Ergänzung von Mauerblenden erreicht. Dadurch, sowie durch Putzfelder unter den Fenstern, wurden Anklänge an die barocke Bautradition Dresdens geschaffen.
Für die Gebäudeböden wurde Fließestrich genutzt, der mit Terrazzo (Flur, Hallen), Buna-Belag (Arbeitsräume) und Parkett (Hörsäle, Arbeitsräume der Professoren) belegt wurde. Die Walmdächer der Hauptbauten sind mit Schiefer gedeckt. Am südlichen Ende der Hauptbauten befinden sich neben dem Zugang auch mehrgeschossige Mittelfenster; dieses Konzept wird zudem beim östlichen Zugang, der über das Untergeschoss erfolgt, mit einem mehrgeschossigen Glaserker wieder aufgegriffen.
Willers-Bau und Trefftz-Bau sind über eine Gangkonstruktion miteinander verbunden. Der geschlossene, fensterreiche Gang steht auf Granitsäulen. Davor befindet sich eine große Freitreppe. Eine ursprünglich am Giebel des Trefftz-Baus befindliche astronomische Uhr wurde im Zuge von Umbauten am Gebäude entfernt und 2006/2007 an der Ostseite des Willers-Baus angebracht.

## Grünanlage

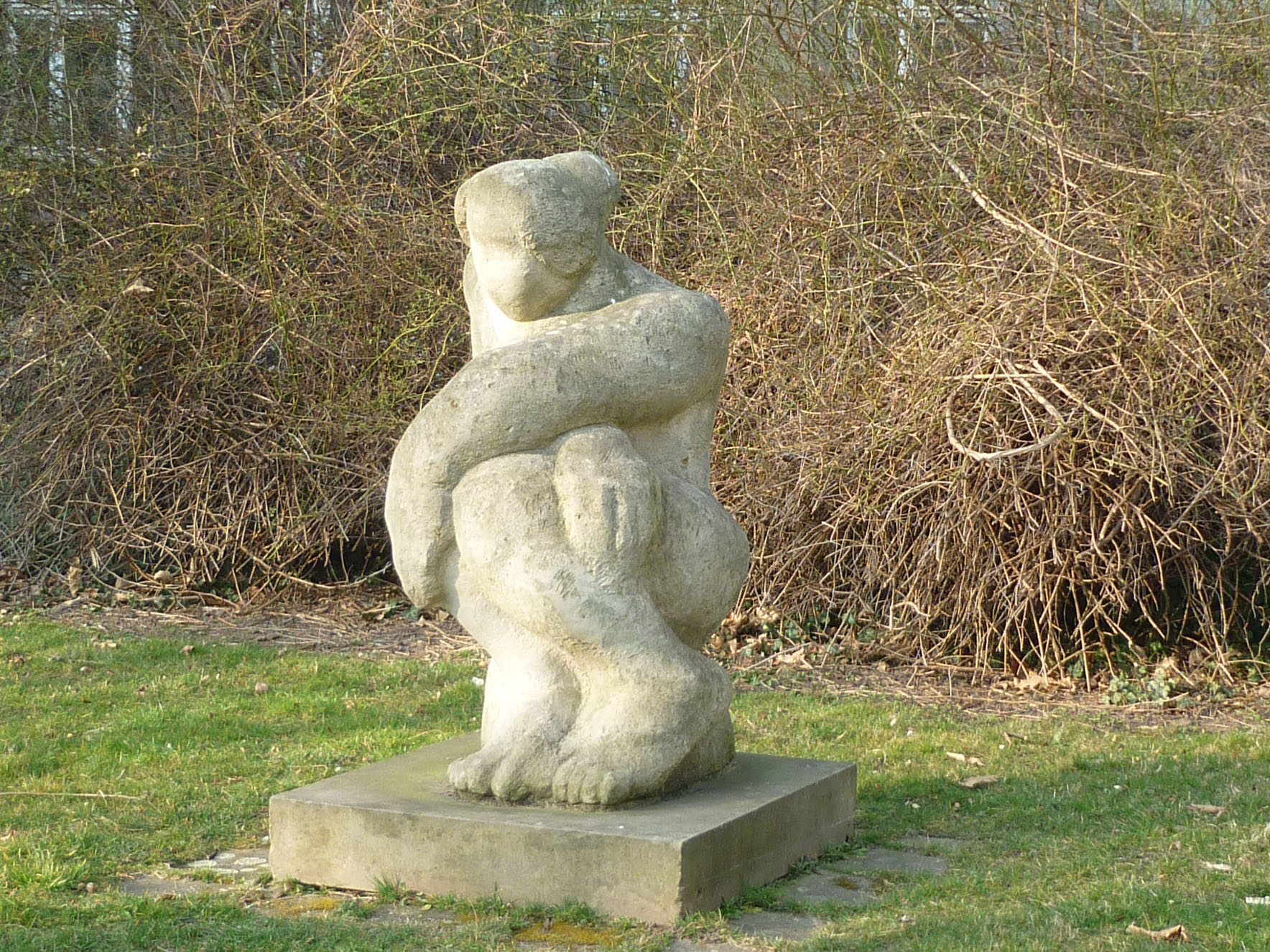
Besinnung von Charlotte Sommer-Landgraf

Willers-Bau, Trefftz-Bau und Alfred-Recknagel-Bau umschließen eine Grünanlage. Weitere, kleinere Grünflächen entstanden durch die Kammstellung der Gebäude zwischen den Haupt- und Zwischenbauten. Die Grünanlagen wurden in den 1950er-Jahren von Werner Bauch gestaltet. Zu den Kunstwerken, die in den Grünanlagen am Willers-Bau stehen, gehören Charlotte Sommer-Landgrafs Besinnung (1981), Jürgen Schieferdeckers Die Heimkehr des Elefanten Celebes (für Max Ernst) (1984) sowie eine Sonnenuhr. Die ursprünglich für die Grünflächen vorgesehene Skulptur Lesender Arbeiter von Ludwig Engelhardt (1961) fand hingegen vor dem Hülsse-Bau seinen neuen Platz. Vor der Hauptgrünfläche zwischen den Fachrichtungsgebäuden steht seit 1997 Moritz Töpfers Tritonus (1993).